# Ту-214Р
Ту-214Р (виріб 411) — літак радіотехнічної та оптико-електронної розвідки, розроблений наприкінці 2000-х років конструкторським бюро «Туполєв» на базі пасажирського Ту-214 для заміни Іл-20. Прийняття на озброєння планується в 2013. Базою літака спецпризначення є літак пасажирської серії Ту-214. Виробництво нових літаків доручили казанському ВАТ «КАПО ім. Горбунова».

## Історія проекту
Пакет документів про створення одного макета і 2-х екземплярів Ту-214Р програми дослідно-конструкторських робіт «Фракція-4» з військовим відомством Росії підписаний наприкінці 2002 року. Контракт передбачав введення в експлуатацію 2-х перших примірників Ту-214Р до кінця 2008 року. Але з ряду причин будівництво розвідників виявилося довгобудом. А піднявся в небо перший зразок тільки наприкінці 2009 року. Літаки здані в ВПС Росії в 2013-2015 роках. Міноборони Росії замовило КАЗ  ім. С.П. Горбунова третій літак в 2016 р.

## Спеціальне обладнання
Літак спецпризначення «Ту-214Р» виконаний по нормальній аеродинамічній схемі, використовуючи базою планер Ту-214. На літаках встановлено два двигуни «ТРДД ПС-90А». Злітна вага «Ту-214Р» дорівнює 111 тоннам. Конструктивно літак поділений на 3 відсіки: операторський відсік; побутової відсік; агрегатний відсік БРЕО. Розробник устаткування √ концерн «Вега».
Склад комплексу бортового обладнання:
- багаточастотний РТК МРК-411. У нього входять декілька радіолокаційних станцій кругового і бічного огляду;
- електронно-оптична система «Фракція» з високою роздільною здатністю. Основний розробник — ТПК «Лінкос»[3].

Система встановлена знизу літака в обтікачі. Оптична система видає в реальному часі зображення необхідної місцевості в різних діапазонах і зберігає отримані результати на внутрішніх магнітних накопичувачах.
ОЕСВР «Фракція» забезпечує:
- управління візирної лінією при скануванні по заданому програмою законом і за сигналами зовнішнього цілевказання;
- формування відеозображень високої чіткості у видимому й інфрачервоному діапазонах спектру;
- відображення формованих відеозображень і необхідної службової інформації на моніторах оператора;
- реєстрацію повного обсягу відеоданих і необхідної службової інформації в цифровому вигляді на магнітні накопичувачі;
- прив'язку реєстрованих відеоданих до єдиного часу;
- видачу інформаційного потоку споживачеві в узгодженому форматі;
- обробку зареєстрованої інформації.

## Випробування та експлуатація
Перший політ головного літака RA-64511 здійснений 24 грудня 2009 Виконав перший політ екіпаж у складі: командир корабля А. І. Журавлев, другий пілот — С. Ю. Шеффер, бортінженер — Е. Б. Волков, штурман — Е. А. Кудрявцев, бортрадист — І. А. Нікулін, інженер — В. Н. Філімошкін. У 2010 р. в цеху остаточного складання КАПО другий примірник добудовувався вже як Ту-214Р для Міністерства оборони Росії. 
Зрив термінів постачання літаків став причиною тривалого судового розгляду між Головним розвідувальним управлінням Генштабу, що є замовником Ту-214Р, і Казанським авіаційним виробничим об'єднанням.
Головне розвідувальне управління, до якого належить літак, залишилося незадоволеним машиною в першу чергу тривалістю польоту і готує лист з претензіями на ім'я міністра з пропозицією відмовитися від подальших закупівель Ту-214Р. Раніше цими літаками планували замінити застарілі Іл-20.
"Для здійснення розвідки місцевості літак повинен баражувати над районом, де він веде розвідку. При цьому машина повинна дуже плавно виконувати політ — без тряски і зайвого втручання пілотів, інакше збивається робота бортового устаткування. А у Ту-214 для цього невідповідний планер — на малих швидкостях він втрачає стійкість і починає «рискати», пілотам доводиться витрачати багато сил, щоб його утримувати.
Турбогвинтовий Іл-20, який зараз стоїть на озброєнні повітряної розвідки, здатний кружляти навколо цілі на надмалих швидкостях до п'яти годин, при цьому мінімально витрачаючи паливо і зберігаючи стійкість. У ході польотів підтвердився факт: Ту-214 — це пасажирський літак. Він повинен з максимальною економічністю здійснювати плавний політ на зазначену дальність. Але для розвідки не підходить.
Зараз розвідуправління хоче отримати два Ту-214, але від подальших закупівель утриматися. Ту-214Р повинен був замінити Іл-20М. Але вже зараз зрозуміло, що повноцінною заміною він йому не стане. А сенсу міняти хорошу машину, хоч і стару, але відповідає всім вимогам, на нову, але не здатну на нормальне баражування, немає.
Для забезпечення необхідної мінімальної швидкості конструктори Ту-214 повинні переробити планер літака — змінити крило і механізацію. Однак зараз такі роботи не ведуться.
17 грудня 2012 року винищувачі ВПС Сил самооборони Японії піднялися на перехоплення невпізнаного літака і з'ясували, що ним виявився новітній російський літак-розвідник Ту-214Р.